# 前573年
| 千纪： | 前1千纪 |
| 世纪： | 前7世纪 \| 前6世纪 \| 前5世纪 |
| 年代： | 前600年代 \| 前590年代 \| 前580年代 \| 前570年代 \| 前560年代 \| 前550年代 \| 前540年代 |
| 年份： | 前578年 \| 前577年 \| 前576年 \| 前575年 \| 前574年 \| 前573年 \| 前572年 \| 前571年 \| 前570年 \| 前569年 \| 前568年                                                                      |
| 纪年： | 周简王十三年 魯成公十八年 齐灵公九年 晋厉公八年 秦景公四年 宋平公三年 楚共王十八年 卫献公四年 陈成公二十六年 蔡景侯十九年 曹成公五年 郑成公十二年 燕武公元年 吴王寿梦十三年 杞桓公六十四年 |

## 大事記
- 二月，晉悼公姬周即位後，推行新政復興晉國霸業。
- 六月，鄭成公派兵入侵宋國，到達宋國曹門外，會合楚共王一起進攻宋國，佔領了朝郟。楚國的子辛和鄭國的皇辰入侵城郜，佔取幽丘。他們一同進攻彭城，將魚石、向為人、鱗朱、向帶、魚府送回宋國，留下三百輛戰車以當防守，然後回國
- 十一月，楚共王重新起兵救援彭城的魚石等人，宋國華元出使晉國告急，韓獻子勸晉悼公出兵救援宋國，爆發彭城之戰，彭城向晉國投降。晉國將彭城的魚石、向為人、鱗朱、向帶、魚府帶回國，彭城歸還於宋國。
- 欒書去世后，韓厥任晉國中軍元帥，智罃晉升為次卿、中軍佐。。

## 逝世
- 鲁成公姬黑肱
- 欒書，人称欒武子，晉景公、晉厲公時期人物，晉國中軍將。
- 胥童，晋厉公的宠臣，晋国公族胥氏之后，胥克之子。
- 國佐，中國春秋時期齊國政治人物。